# Alexander von Kotzebue

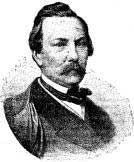
Alexander von Kotzebue.

Alexander Friedrich Wilhelm Franz von Kotzebue, född 9 juni 1815 i Königsberg (nuvarande Kaliningrad), död 24 augusti 1889 i München, var en rysk-tysk målare. Han var son till August von Kotzebue.
Kotzebue var från 1850 bosatt i München. Han målade nästan uteslutande krigsbilder på uppdrag av Alexander II och Nikolaj I. En rad fältslagsbilder av von Kotzebue med ämnen från rysk krigshistoria från äldsta tid fram till samtiden smyckade Vinterpalatset.